# Armée du Nord (Cent-Jours)
Pour les articles homonymes, voir Armée du Nord et Armée de Belgique.
Pour un article plus général, voir Armée française pendant les Cent-Jours.
Voici l'ordre de bataille de l'Armée française de 124 000 hommes, pendant les Cent-Jours, au printemps 1815.

## Armée du Nord
- Commandant : empereur Napoléon Ier ;
- Chef d'état-major : maréchal Nicolas Jean-de-Dieu Soult ;
- Commandant de l'aile gauche : maréchal Ney ;
- Commandant de l'aile droite : maréchal Emmanuel de Grouchy ;
- Commandant de l'artillerie : général de division Charles-Étienne-François Ruty ;
- Commandant du génie : général de division Joseph Rogniat.

### 1ercorpsd'infanterie
- Commandant : général de division Jean-Baptiste Drouet, Comte d'Erlon ;
- chef d'état-major : général de brigade Victor-Joseph Delcambre ;
- chef de l'artillerie : général de brigade Victor Abel Dessalles ;
- chef du génie : général de brigade Gerbe.

- Effectif de l'infanterie : 33 bataillons pour une force de 16 885 hommes ;
- Effectif de la cavalerie : 11 escadrons pour une force de 1 506 hommes ;
- Effectif l'artillerie, du génie… : 1 548 hommes ;
- Effectif total : 19 939 hommes.

Organisation :
- 1re division d'infanterie : général de division Allix de Vaux qui ne put rejoindre son poste, remplacé par le général de brigade Quiot du Passage.
  - brigade Quiot, commandée par le général de brigade Joachim Jérôme Quiot du Passage, ensuite remplacé par le colonel Claude Charlet.
    - 54e régiment d'infanterie, colonel Claude Charlet, 2 bataillons.
    - 55e régiment d'infanterie, colonel Jean-Pierre Monneret, 2 bataillons.

  - brigade Bourgeois, commandée par le général de brigade Bourgeois.
    - 28e régiment d'infanterie, colonel Marc-Antoine Alexandre de Saint-Michel, 2 bataillons.
    - 105e régiment d'infanterie, colonel Jean Genty, 2 bataillons.

  - 20e compagnie du 6e régiment d'artillerie à pied,capitaine Hamelin, avec 8 pièces.

- 2e division d'infanterie : commandée par le général de division François-Xavier Donzelot.
  - brigade Schmitz, commandée par le général de brigade Nicolas Schmitz.
    - 13e régiment d'infanterie légère, colonel Pierre Gougeon, 3 bataillons.
    - 17e régiment d'infanterie, colonel Nicolas Noël Gueurel, 2 bataillons.

  - brigade Aulard, commandée par le général de brigade Pierre Aulard.
    - 19e régiment d'infanterie, colonel Jean-Aimable Trupel, 2 bataillons.
    - 51e régiment d'infanterie, colonel Jean Antoine Rignon, 2 bataillons.

  - 10e compagnie du 6e régiment d'artillerie à pied, capitaine Cantin, avec 8 pièces.

- 3e division d'infanterie : commandée par le général de division Pierre Louis Binet de Marcognet.
  - brigade Noguez, commandée par le général de brigade Antoine Noguès.
    - 21e régiment d'infanterie, colonel Jean Nicolas Louis remplacé par le colonel Nicolas Placide Joseph Ledoux, à la suite de sa blessure le 15 juin, 2 bataillons.
    - 46e régiment d'infanterie, colonel Louis André Dupré, 2 bataillons.

  - brigade Grenier, commandée par le général de brigade Jean-George Grenier.
    - 25e régiment d'infanterie, colonel Jean Joseph Gromety, 2 bataillons.
    - 45e régiment d'infanterie, colonel Louis Guillaume Joseph Chapuzet, 2 bataillons.

  - 19e compagnie du 6e régiment d'artillerie à pied, capitaine Emon, avec 8 pièces.

- 4e division d'infanterie: commandée par le général de division François Durutte.
  - brigade Pégot, commandée par le général de brigade Jean Gaudens Claude Pégot.
    - 8e régiment d'infanterie, colonel Louis Gabriel Ruelle, 2 bataillons, 982 hommes.
    - 29e régiment d'infanterie, colonel Étienne Nicolas Rousselot, 2 bataillons.

  - brigade Brue, commandée par le général de brigade Jean-Louis Brue.
    - 85e régiment d'infanterie, colonel Pierre Pignet, 2 bataillons.
    - 95e régiment d’infanterie, colonel Jean Baptiste Garnier, 2 bataillons.

  - 9e compagnie du 6e régiment d'artillerie à pied, capitaine Bourgeois, avec 8 pièces.

- 1re division de cavalerie: commandée par le général de division Charles Claude Jacquinot.
  - brigade Bruno, commandée par le général de brigade Adrien François de Bruno.
    - 7e régiment de hussards, colonel Marcellin Marbot, 3 escadrons
    - 3e régiment de chasseurs à cheval, colonel Anatole Charles Alexis de la Woestine, 3 escadrons.

  - brigade Gobrecht, commandée par le général de brigade Martin Charles Gobrecht.
    - 3e régiment de chevau-légers lanciers, colonel Charles François Martique, 3 escadrons.
    - 4e régiment de chevau-légers lanciers, colonel Louis Bro, 2 escadrons.

  - 2e compagnie du 1er régiment d'artillerie à cheval, capitaine Bourgeois, avec 6 pièces.

- artillerie de réserve
  - 11e compagnie du 6e régiment d'artillerie à pied, capitaine Lenoir, avec 8 pièces de 12 livres.

ainsi que :
- Génie, équipages militaires, etc.

### 2ecorpsd'infanterie
- Commandant : général de division Honoré Charles Reille.
- chef d'état-major : général de division François Joseph Pamphile de Lacroix.
- chef de l'artillerie : général de brigade Jean-Baptiste Pelletier.
- chef du génie : général de brigade Louis-Auguste Camus de Richemont.

- Effectif infanterie : 40 bataillons pour un total de 20 635 hommes
- Effectif cavalerie : 15 escadrons pour un total de 1 865 hommes
- Effectif artillerie, génie... : 1 861 hommes
- Effectif total : 24 361 hommes

Organisation:
- 5e division d'infanterie : commandée par le général de division Gilbert Bachelu.
  - brigade Husson, commandée par le général de brigade Pierre Antoine Husson.
    - 3e régiment d'infanterie, colonel Hubert Vautrin, 2 bataillons.
    - 61e régiment d'infanterie, colonel Charles Bouge, 2 bataillons.

  - brigade Campy, commandée par le général de brigade Toussaint Campi.
    - 72e régiment d'infanterie, colonel Frederic-Armand Thibault, 2 bataillons.
    - 108e régiment d'infanterie, colonel Philippe Higonet, 3 bataillons.

  - 18e compagnie du 6e régiment d'artillerie à pied, capitaine Deshaulles, avec 8 pièces.

- 6e division d'infanterie : commandée par le général de division Jérôme Bonaparte secondé par le général de division Armand Charles Guilleminot.
  - brigade Bauduin, commandée par le général de brigade Pierre François Bauduin.
    - 1er régiment d'infanterie légère, colonel Amédée-Louis Despans-Cubieres, 3 bataillons.
    - 2e régiment d'infanterie légère, colonel Pierre-François Maigrot, 4 bataillons.

  - brigade Soye, commandée par le général de brigade Jean-Louis Soye.
    - 1er régiment d'infanterie, colonel Michel Jacquemet, 3 bataillons.
    - 2e régiment d'infanterie, colonel Jean Tripe, 3 bataillons.

  - 2e compagnie du 2e régiment d'artillerie à pied, capitaine Meunier, avec 8 pièces.

- 7e division d'infanterie : commandée par le général de division Jean-Baptiste Girard (détachée avec le maréchal Grouchy au 18 juin).
  - brigades Devilliers et Piat formées avec les unités suivantes :
    - 11e et 12e régiment d'infanterie légère, 4e et 82e régiment d'infanterie.

- 9e division d'infanterie : commandée par le général de division Maximilien Sébastien Foy.
  - brigade Gauthier, commandée par le général de brigade Jean-Joseph Gauthier.
    - 92e régiment d'infanterie, colonel Jean-Marie Tissot, 2 bataillons.
    - 93e régiment d'infanterie, colonel Nicolas Marchal, 3 bataillons.

  - brigade Jamin, commandée par le général de brigade Jean-Baptiste Jamin.
    - 100e régiment d'infanterie, colonel Vincent Peyrus, 3 bataillons.
    - 4e régiment d'infanterie légère, colonel Joseph Braun, 3 bataillons.

  - 1re compagnie du 6e régiment d'artillerie à pied, capitaine Tacon, avec 8 pièces.

- 2e division de cavalerie : commandée par le général de division Hippolyte-Marie-Guillaume de Rosnyvinen, Comte de Piré.
  - brigade Huber, commandée par le général de brigade Pierre Antoine François Huber.
    - 1er régiment de chasseurs à cheval, colonel Pierre Joseph Victor Simonneau, 4 escadrons.
    - 6e régiment de chasseurs à cheval, colonel Paul-Eugène de Faudoas-Barbazan, 4 escadrons.

  - brigade Wathiez, commandée par le général de brigade François Isidore Wathiez.
    - 5e régiment de chevau-légers lanciers, colonel Jean-François Jacqueminot, Vicomte de Ham, 3 escadrons.
    - 6e régiment de chevau-légers lanciers, colonel Nicolas-Marie-Mathurin, Baron de Galbois, 4 escadrons.

  - 2e compagnie du 4e régiment d'artillerie à cheval, capitaine Gronnier, avec 6 pièces.

- artillerie de réserve
  - 7e compagnie du 2e régiment d'artillerie à pied, capitaine Gayat, avec 8 pièces de 12 livres.

- Génie : 5 compagnies.

### 3ecorpsd'infanterie
(Ne participe pas à Waterloo, affecté au corps de Grouchy après Ligny, sauf la division de cavalerie du général Domon)
- Commandement : général de division Vandamme.
- chef d'état-major : général de brigade Jean Revest.
- chef de l'artillerie : général de brigade Louis Doguereau.
- chef du génie : général de brigade Pierre-Michel Nempde-Dupoyet

- Effectif infanterie : 34 bataillons pour 16 851 hommes
- Effectif cavalerie : 10 escadrons pour 1 017 hommes
- Effectif artillerie, génie… : 1 292 hommes dont trois compagnies du génie
- Effectif total : 19 160 hommes

Organisation :
- 8e division d'infanterie : commandée par le général de division Étienne Nicolas Lefol.
  - brigade Billard, commandée par le général de brigade Pierre Joseph Billard, blessé, il est remplacé par Jean-Honoré Vernier le 15 juin.
    - 15e régiment d'infanterie légère, colonel Jean-Charles Brice, 3 bataillons.
    - 23e régiment d'infanterie, colonel Jean-Honoré Vernier, 3 bataillons.

  - brigade Corsin, commandée par le général de brigade André-Philippe Corsin.
    - 37e régiment d'infanterie, colonel Ferjeux Fortier, 3 bataillons.
    - 64e régiment d'infanterie, colonel Raimond-Martin Dubalen (tué le 16 juin), 2 bataillons.

  - 7e compagnie du 6e régiment d'artillerie à pied, capitaine Chauveau, avec 8 pièces.

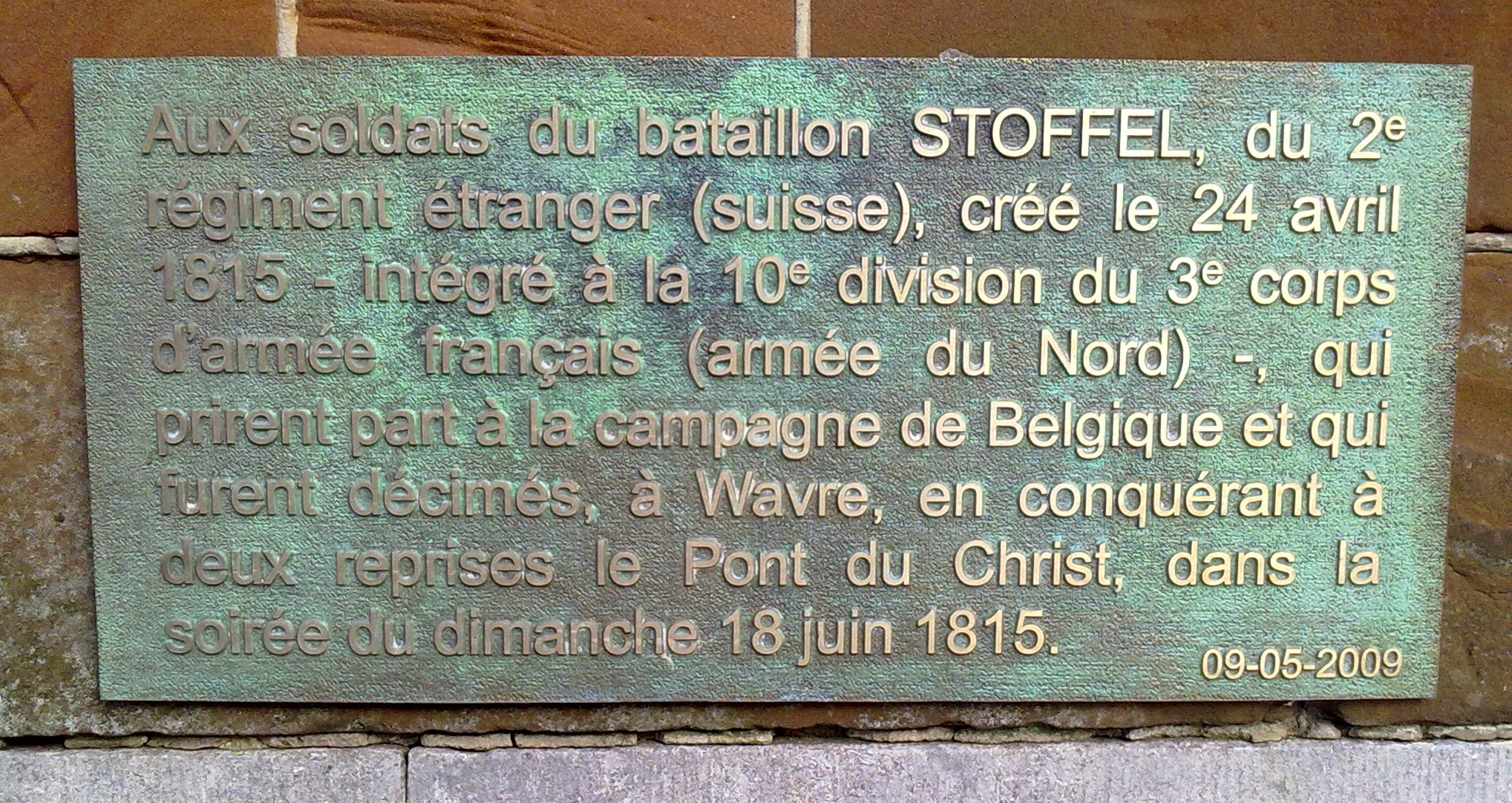
Plaque commémorative du bataillon Stoffel sur le Pont du Christ à Wavre (Belgique)

- 10e division d'infanterie: commandée par le général de division Pierre Joseph Habert.
  - brigade Gengoult, commandée par le général de brigade Louis Thomas Gengoult.
    - 34e régiment d'infanterie, colonel Jean-Antoine-Augustin Mouton, 3 bataillons.
    - 88e régiment d'infanterie, colonel Jacques-Louis Baillon, 3 bataillons.

  - brigade Dupeyroux, commandée par le général de brigade René Joseph du Peyroux.
    - 22e régiment d'infanterie, colonel Louis Florimond Fantin des Odoards, 3 bataillons.
    - 70e régiment d'infanterie, colonel Pierre Maury (tué le 16 juin), puis colonel Jean-François Uny (tué le 18 juin) et enfin colonel Christophe-Antoine-Jacob Stoffel, 2 bataillons.
    - 2e régiment étranger (Suisses), colonel Augustin-Eugène Stoffel, 1 bataillon.

  - 18e compagnie du 2e régiment d'artillerie à pied, capitaine Guerin, avec 8 pièces.

- 11e division d'infanterie: commandée par le général de division Pierre Berthezène.
  - brigade Dufour, commandée par le général de brigade François Marie Dufour.
    - 12e régiment d'infanterie, colonel Henri-Aloyse-Ignace Baudinot, 2 bataillons.
    - 56e régiment d'infanterie, colonel Louis-François-Joseph Delahaye, 2 bataillons.

  - brigade Lagarde, commandée par le général de brigade Henri-Jacques Martin de Lagarde.
    - 33e régiment d'infanterie, colonel Claude-Augustin Maire, 2 bataillons.
    - 86e régiment d'infanterie, colonel Claude Joseph Pelecier, 2 bataillons.

  - 17e compagnie du 2e régiment d'artillerie à pied, capitaine Lecorbeiller, avec 8 pièces.

- 3e division de cavalerie: commandée par le général de division Jean-Siméon Domon combattant à Waterloo avec le 6ème corps de réserve.
  - brigade Dommanget, commandée par le général de brigade Jean-Baptiste Dommanget.
    - 4e régiment de chasseurs à cheval, colonel Louis-Alexis Desmichels, 3 escadrons.
    - 9e régiment de chasseurs à cheval, colonel Eugène-François d'Avranges Dukermont, 3 escadrons.

  - brigade Vinot, commandée par le général de brigade Gilbert-Julian Vinot.
    - 12e régiment de chasseurs à cheval, colonel Alphonse de Grouchy, 3 escadrons.

  - 4e compagnie du 2e régiment d'artillerie à cheval, capitaine Durnont, avec 6 pièces.

- artillerie de réserve
  - 1re compagnie du 2e régiment d'artillerie à pied, capitaine Charlet, avec 8 pièces de 12 livres.

- Génie : 3 compagnies.

### 4ecorpsd'infanterie
(Ne participe pas à Waterloo, affecté au corps de Grouchy après Ligny)
- Commandant : général de division Étienne Maurice Gérard.
- chef d'état-major : général de brigade Maurice Louis Saint-Rémy.
- chef de l'artillerie : général de brigade Basile Guy Marie Victor Baltus de Pouilly.
- chef du génie : général de brigade Éléonor-Zoa Dufriche de Valazé.

- Effectif infanterie : 26 bataillons pour 12 800 hommes
- Effectif cavalerie : 14 escadrons pour 1 628 hommes
- Effectif artillerie, génie, etc. : 1 567 hommes (dont 4 compagnies du génie)
- Effectif total : 15 995 hommes

Organisation :
- 12e division d'infanterie : commandée par le général de division Marc-Nicolas-Louis Pécheux.
  - brigade Rome, commandée par le général de brigade Jean-François Rome
    - 30e régiment d'infanterie, colonel Adrien Ramand, 3 bataillons.
    - 96e régiment d'infanterie, colonel Jean Gougeon, 3 bataillons.

  - brigade Schaeffer, commandée par le général de brigade Christian-Henri Schaeffer.
    - 63e régiment d'infanterie, colonel Jean Laurede (mort de ses blessures, le 16 juin 1815, 3 bataillons.
    - 6e régiment d'infanterie légère, colonel Jean-Jacques Villars, 1 bataillon.

  - 2e compagnie du 5e régiment d'artillerie à pied, capitaine Fenouillat, avec 8 pièces.

- 13e division d'infanterie : commandée par le général de division Louis Joseph Vichery.
  - brigade Lecapitaine, commandée par le général de brigade Jacques Lecapitaine.
    - 59e régiment d'infanterie, colonel Frederic-Alexandre Laurain, 2 bataillons.
    - 76e régiment d'infanterie, colonel Victor-Antoine Morice de la Rue, 2 bataillons.

  - brigade Desprez, commandée par le général de brigade François-Alexandre Desprez.
    - 48e régiment d'infanterie, colonel Olivier-Antoine-Constantin Peraldi, 2 bataillons.
    - 69e régiment d'infanterie, colonel Christophe Herve, 2 bataillons.

  - 1re compagnie du 5e régiment d'artillerie à pied, capitaine Saint-Cyr, avec 8 pièces.

- 14e division d'infanterie : commandée par le général de division Louis Auguste Victor de Ghaisne comte de Bourmont.
Royaliste, cet ancien chouan rejoint Louis XVIII à Gand et abandonne son commandement le 15 juin 1815, il est remplacé par le général de brigade Étienne Hulot.
  - brigade Hulot, commandée par le général de brigade Étienne Hulot, puis le colonel Paul Hippolyte Alexandre Baume.
    - 9e régiment d'infanterie légère, colonel Paul Hippolyte Alexandre Baume, 2 bataillons.
    - 111e régiment d'infanterie, colonel Louis-Antoine Sauset, 2 bataillons.

  - brigade Toussaint, commandée par le général de brigade Jean-François Toussaint
    - 44e régiment d'infanterie, colonel Jean-Dominique Paolini, 2 bataillons.
    - 50e régiment d'infanterie, colonel François-Marie-Joseph Lavigne, 2 bataillons.

  - 3e compagnie du 5e régiment d'artillerie à pied, capitaine Billon, avec 8 pièces.

- 6e division de cavalerie : commandée par le général de division Antoine Maurin.
  - brigade Vallin, commandée par le général de brigade Louis Vallin.
    - 6e régiment de hussards, colonel Joseph-Marie, Prince de Savoie-Carignan, 3 escadrons.
    - 8e régiment de chasseurs à cheval, colonel Pierre Henry Schneit, 3 escadrons.

  - brigade Berruyer, commandée par le général de brigade Pierre Marie-Auguste Berruyer.
    - 6e régiment de dragons, colonel Claude Mugnier, 3 escadrons.
    - 16e régiment de dragons, colonel Louis-Charlemagne Prevost, 3 escadrons.

  - 3e compagnie du 3e régiment d'artillerie à cheval, capitaine Tortel, avec 6 pièces.

- artillerie de réserve
  - 5e compagnie du 5e régiment d'artillerie à pied, capitaine Charlet, avec 8 pièces de 12 livres.

- Génie: 4 compagnies.

### 5ecorpsd'infanterie
Il n'intervint pas en Belgique et resta pour surveiller la frontière du Rhin, il fut nommé parfois Armée du Rhin.
organisation :
- Commandant : Lieutenant général Rapp
- effectif total :20 000 hommes

15e Division d'infanterie : commandée par le général de division Henri Rottembourg
- - 1re brigade
    - 39e régiment d'infanterie
    - 40e régiment d'infanterie

  - 2e brigade
    - 55e régiment d'infanterie
    - 104e régiment d'infanterie

16e Division d'infanterie : commandée par le général de division Joseph Jean-Baptiste Albert
- - 1re brigade
    - 10e régiment d'infanterie légère
    - 32e régiment d'infanterie

  - 2e brigade
    - 18e régiment d'infanterie
    - 57e régiment d'infanterie

17e Division d'infanterie : commandée par le général de division Charles Louis Dieudonné Grandjean
- - 1re brigade
    - 103e régiment d'infanterie
    - 36e régiment d'infanterie

  - 2e brigade
    - 7e régiment d'infanterie légère
    - 58e régiment d'infanterie

8e Division de Cavalerie : commandée par le général de division Antoine Merlin de Thionville
- - 1re brigade
    - 2e régiment de chasseurs à cheval
    - 7e régiment de chasseurs à cheval

  - 2e brigade
    - 2e régiment de hussards
    - 11e régiment de dragons

### 6ecorpsd'infanterie
- Commandant : Lieutenant général Comte de Lobau.
- chef d'état-major : général de brigade Antoine Simon Durrieu.
- chef de l'artillerie : général de brigade Henri Marie Lenoury.
- chef du génie : général de brigade Bonaventure Hippolyte Sabatier.

- Effectif infanterie : 21 bataillons pour 9 218 hommes
- Effectif artillerie, génie... : 1 247 hommes
- Effectif total : 10 465 hommes

Organisation :
- 19e division d'infanterie : commandée par le général de division François Martin Valentin Simmer.
  - brigade Bellair, commandée par le général de brigade Antoine Alexandre Julienne de Bellair.
    - 5e régiment d'infanterie, colonel Jean-Ignace Roussille, 2 bataillons.
    - 11e régiment d'infanterie, colonel Alexandre Charles Joseph Aubrée, 3 bataillons.

  - brigade Thevenet, commandée par le général de brigade Louis Marie Joseph Thévenet.
    - 27e régiment d'infanterie, colonel Pierre-Étienne-Simon Gaudin, 2 bataillons.
    - 84e régiment d'infanterie, colonel Pierre-André-Remy Chevalier, 2 bataillons.

  - 1re compagnie du 8e régiment d'artillerie à pied, capitaine Parisot, avec 8 pièces.

- 20e division d'infanterie : commandée par le général de division Jean-Baptiste Jeanin.
  - brigade Bony, commandée par le général de brigade Jean Pierre François Bony.
    - 5e régiment d'infanterie légère, colonel François-Théodore Curnier de Pilvert, 2 bataillons.
    - 10e régiment d'infanterie, colonel Jean Pierre François Dieudonné Roussel, 2 bataillons.

  - brigade Tromelin, commandée par le général de brigade Jacques-Jean-Marie-François Boudin, Comte de Tromelin.
    - 107e régiment d'infanterie, colonel Jean Drout, 1 bataillons.

  - 2e compagnie du 8e régiment d'artillerie à pied, capitaine Paquet, avec 8 pièces.

- 21e division d'infanterie : commandée par le général de division François-Antoine Teste. (Ne participe pas à Waterloo, affectée au corps de Grouchy après Ligny)  
  - brigade Laffite, commandée par le général de brigade Michel Pascal Lafitte.
    - 8e régiment d'infanterie légère, colonel Jean Ricard, 2 bataillons.

  - brigade Penne, commandée par le général de brigade Raymond Pierre Penne.
    - 65e régiment d'infanterie, colonel Joseph-Gaspard Monteyremar, 1 bataillons.
    - 75e régiment d'infanterie, colonel Pierre Mativet, 2 bataillons.

  - 3e compagnie du 8e régiment d'artillerie à pied, capitaine Duverry, avec 8 pièces.

- artillerie de réserve de Novry 
  - 4e compagnie du 8e régiment d'artillerie à pied, capitaine Chaudon, avec 8 pièces de 12 livres.

- Génie : 3 compagnies.

### 1ercorpsde cavalerie
(Ne participe pas à Waterloo, affecté au corps de Grouchy après Ligny, sauf la division de cavalerie du général Subervie).
- Commandant: général de division Claude-Pierre Pajol.
- chef d'état-major : colonel Picard.

- Effectif cavalerie: 17escadrons pour 2 717 hommes
- Effectif artillerie, train, etc.: 329 hommes
- Effectif total: 3 046 hommes

Organisation:
- 4e division de cavalerie: commandée par le général de division Pierre-Benoît Soult.
  - brigade Saint-Laurent, commandée par le général de brigade Benjamin Auguste Léonor Houssin de Saint-Laurent.
    - 1er régiment de hussards, colonel François-Joseph-Marie Clary, 4 escadrons.
    - 4e régiment de hussards, colonel Louis-Joseph Blot, 4 escadrons.

  - brigade Ameil, commandée par le général de brigade Auguste Jean Ameil.
    - 5e régiment de hussards, colonel Jean-Baptiste Liégeard, 4 escadrons.

  - 1re compagnie du 1er régiment d'artillerie à cheval, capitaine Cothereaux, avec 6 pièces.

- 5e division de cavalerie: commandée par le général de division Jacques-Gervais Subervie combattant à Waterloo avec le 6ème corps de réserve.
  - brigade Colbert, commandée par le général de brigade Louis-Pierre-Alphonse de Colbert.
    - 1er régiment de chevau-légers lanciers, colonel baron Charles Claude Jacquinot, 4 escadrons.
    - 2e régiment de chevau-légers lanciers, colonel Jean-Baptiste Sourd, 4 escadrons.

  - brigade Merlin, commandée par le général de brigade Eugène Antoine François Merlin de Douai.
    - 11e régiment de chasseurs à cheval, colonel Jean-Baptiste Nicolas, 4 escadrons.

  - 3e compagnie du 1er régiment d'artillerie à cheval, capitaine Duchemin, avec 6 pièces.

### 2ecorpsde cavalerie
(Ne participe pas à Waterloo, affecté au corps de Grouchy après Ligny)
- Commandant : général de division Isidore Exelmans.
- chef d'état-major : colonel Ferrousat.

- Effectif cavalerie : 25 escadrons pour 3 220 hommes
- Effectif artillerie, train... : 295 hommes
- Effectif total : 3 515 hommes

Organisation :
- 9e division de cavalerie : commandée par le général de division Jean-Baptiste Strolz.
  - brigade Burthe, commandée par le général de brigade André Burthe.
    - 5e régiment de dragons, colonel Jean-Baptiste-Antoine Canavas de Saint-Armand, 4 escadrons.
    - 13e régiment de dragons, colonel Jean-Baptiste Saviot, 4 escadrons.

  - brigade Vincent, commandée par le général de brigade Henri Catherine Balthazard Vincent.
    - 15e régiment de dragons, colonel Claude-Louis Chaillot, 4 escadrons.
    - 20e régiment de dragons, colonel Armand-François-Bon-Claude de Briqueville, 4 escadrons.

  - 4e compagnie du 1er régiment d'artillerie à cheval, capitaine Gudet, avec 6 pièces.

- 10e division de cavalerie : commandée par le général de division Louis Pierre Aimé Chastel.
  - brigade Bonnemains, commandée par le général de brigade Pierre Bonnemains.
    - 4e régiment de dragons, colonel Jean-Baptiste Bouquerot des Essarts, 3 escadrons.
    - 12e régiment de dragons, colonel Joachim-Irénée-François Bureaux de Pusy, 3 escadrons.

  - brigade Breton, commandée par le général de brigade Jean-Baptiste Breton.
    - 14e régiment de dragons, colonel Alphonse-Alexandre Seguier, 3 escadrons.
    - 17e régiment de dragons, colonel Louis Labiffe, 3 escadrons.

  - 4e compagnie du 4e régiment d'artillerie à cheval, capitaine Bernard, avec 6 pièces.

### 3ecorpsde cavalerie
- Commandant : général de division François Étienne Kellermann.
- chef d'état-major : colonel Tancarville.

- Effectif cavalerie : 25 escadrons pour 3 360 hommes
- Effectif artillerie, train... : 350 hommes
- Effectif total : 3 679 hommes

Organisation :
- 11e division de cavalerie: commandée par le général de division Samuel Lhéritier de Chézelles.
  - brigade Picquet, commandée par le général de brigade Cyrille-Simon Picquet.
    - 2e régiment de dragons, colonel François-Joseph Planzeaux, 4 escadrons.
    - 7e régiment de dragons, colonel Charles-Philippe Leopold, 4 escadrons.

  - brigade Guiton, commandée par le général de brigade Marie-Adrien-François Guiton.
    - 8e régiment de cuirassiers, colonel Antoine-Laurent-Marie Garavaque, 3 escadrons.
    - 11e régiment de cuirassiers, colonel Eleonore-Ambroise Courtier, 2 escadrons.

  - 3e compagnie du 2e régiment d'artillerie à cheval, capitaine Marcillac, avec 6 pièces.

- 12e division de cavalerie: commandée par le général de division Nicolas François Roussel d'Hurbal.
  - brigade Blancard, commandée par le général de brigade Amable Guy Blancard.
    - 1er régiment de carabiniers, colonel Arnaud Roge, 3 escadrons.
    - 2e régiment de carabiniers, colonel François Beugnat, 3 escadrons.

  - brigade Donop, commandée par le général de brigade Frédéric Guillaume de Donop.
    - 2e régiment de cuirassiers, colonel Louis-Stanislas-François Grandjean, 2 escadrons.
    - 3e régiment de cuirassiers, colonel Jean-Guillaume Lacroix, 4 escadrons.

  - 2e compagnie du 2e régiment d'artillerie à cheval, capitaine Lebau, avec 6 pièces.

### 4ecorpsde cavalerie
- Commandant : général de division Édouard Jean Baptiste Milhaud.
- chef d'état-major : adjudant-commandant Victor-Frédéric Chassériau (tué le 18 juin au soir, au cours d'une charge de cuirassiers)

- Effectif cavalerie : 26 escadrons pour 3 194 hommes
- Effectif artillerie, train... : 350 hommes
- Effectif total : 3 544 hommes

Organisation :
- 13e division : commandée par le général de division Pierre Watier Comte de Saint-Alphonse.
  - brigade Dubois, commandée par le général de brigade Jacques Charles Dubois dit Dubois-Thainville.
    - 1er régiment de cuirassiers, colonel Michel Ordener (fils), 4 escadrons.
    - 4e régiment de cuirassiers, colonel Jean-Nicolas Habert, 3 escadrons.

  - brigade Travers, commandée par le général de brigade Étienne Jacques Travers de Jever.
    - 7e régiment de cuirassiers, colonel Claude-François Richardot, 2 escadrons.
    - 12e régiment de cuirassiers, colonel Charles-Nicolas Thurot, 2 escadrons.

  - 5e compagnie du 1er régiment d'artillerie à cheval, capitaine Duchet, avec 6 pièces.

- 14e division : commandée par le général de division Jacques-Antoine-Adrien Delort.
  - brigade Farine du Creux, commandée par le général de brigade Pierre-Joseph Farine du Creux.
    - 5e régiment de cuirassiers, colonel Armand-Louis Gobert, 3 escadrons.
    - 10e régiment de cuirassiers, colonel Pierre-Adrien de la Huberdière, 3 escadrons.

  - brigade Vial, commandée par le général de brigade Jacques Vial.
    - 6e régiment de cuirassiers, colonel Isidore Martin, 3 escadrons.
    - 9e régiment de cuirassiers, colonel François Bigarne, 4 escadrons.

  - 4e compagnie du 3e régiment d'artillerie à cheval, capitaine Legay, avec 6 pièces.

### Garde Impériale
- Commandement: maréchal Adolphe Mortier, remplacé par le général de division Antoine Drouot, 18 juin.
- chef de l'artillerie : général de division Jean-Jacques Desvaux de Saint-Maurice.
- parc d'artillerie : général de division Gabriel Neigre.
- chef du génie : général de division François Nicolas Benoît Haxo.
- régiment d'artillerie à pied de la Garde impériale : général de brigade Henri Dominique Lallemand
- régiment d'artillerie à cheval de la Garde impériale : colonel-major Jean-Baptiste Duchand de Sancey.
- 1er escadron de gendarmes d'élite, capitaine Dyonnet.

- Effectif infanterie: 24 bataillons pour 13 026 hommes
- Effectif cavalerie: 3 795 hommes
- Effectif artillerie, génie et marins, équipages, etc: 4 063 hommes
- Effectif total: 20 884 hommes

#### Corps des grenadiers à pied de la Vieille Garde
- Commandant (colonel en premier) : général de division Louis Friant.
- adjoint (colonel en second) : général de division François Roguet.
  - 1er régiment de grenadiers à pied de la Garde impériale, général de brigade Jean-Martin Petit, 2 bataillons.
  - 2e régiment de grenadiers à pied de la Garde impériale, général de brigade Joseph Christiani, 2 bataillons.
  - 3e régiment de grenadiers à pied de la Garde impériale, général de brigade Paul-Jean-Baptiste Poret de Morvan, 2 bataillons.
  - 4e régiment de grenadiers à pied de la Garde impériale, général de brigade Louis Harlet, 1 bataillon.
  - 5e compagnie du régiment d’artillerie à pied de la Garde impériale, capitaine Resigny, avec 8 pièces.
  - 6e compagnie auxiliaire d’artillerie à pied, capitaine Autric, avec 8 pièces.

#### Corps des chasseurs à pied de la Vieille Garde
Commandant (colonel en premier): général de division Charles Antoine Morand.
- adjoint (colonel en second): général de division Claude Étienne Michel.

- 1er régiment de chasseurs à pied de la Garde impériale, général de brigade Pierre Cambronne, 2 bataillons.
- 2e régiment de chasseurs à pied de la Garde impériale, général de brigade Jean-Jacques Germain Pelet-Clozeau, 2 bataillons.
- 3e régiment de chasseurs à pied de la Garde impériale, général de brigade Pierre Antoine Anselme Malet, 2 bataillons.
- 4e régiment de chasseurs à pied de la Garde impériale, général de brigade Christophe Henrion, 1 bataillon combiné.
- 6e compagnie du régiment d'artillerie à pied de la Garde impériale, capitaine Jacques, avec 8 pièces.
- compagnie auxiliaire d'artillerie à pied, capitaine Autric, avec 8 pièces.

#### Jeune Garde
commandée par le général de division Philibert Guillaume Duhesme.
- division de la Jeune Garde: commandée par le général de division Pierre Barrois.
  - brigade Chartrand, commandée par le général de brigade Jean Hyacinthe Sébastien Chartrand.
    - 1er régiment de voltigeurs de la Garde impériale, colonel Antoine Joseph Secrétan, 2 bataillons.
    - 1er régiment de tirailleurs de la Garde impériale, colonel Jacques Élisée Trappier de Malcolm, 2 bataillons.

  - brigade Guye, commandée par le général de brigade Nicolas Philippe Guye.
    - 3e régiment de voltigeurs de la Garde impériale, colonel François Alexandre Hurel, 2 bataillons.
    - 3e régiment de tirailleurs de la Garde impériale, colonel Antoine Pailhes, 2 bataillons.

  - 7e compagnie auxillaire d'artillerie à pied,capitaine Cre'Aach, avec 8 pièces.
  - 8e compagnie auxillaire d'artillerie à pied,capitaine Charbonier, avec 8 pièces.

#### Cavalerie
- division de cavalerie légère de la Garde: commandée par le général de division Charles Lefebvre-Desnouettes.
  - 1er et 2e régiments de Chasseurs à cheval de la Garde impériale, général de brigade Charles Lallemand, 5 escadrons.
  - régiment de chevau-légers lanciers, général de brigade Pierre David de Colbert-Chabanais :
    - 1er escadron 1er régiment de chevau-légers lanciers polonais de la Garde, major Paweł Jerzmanowski.
    - 4e escadron 2e régiment de chevau-légers lanciers de la Garde impériale, major Charles Marie Joseph Dubois.

  - 1re compagnie du Régiment d'artillerie à cheval de la Garde impériale,capitaine Favier, avec 6 pièces.
  - 2e compagnie du Régiment d'artillerie à cheval de la Garde impériale,capitaine Nasse, avec 6 pièces.

- division de cavalerie lourde de la Garde: commandée par le général de division Claude Étienne Guyot.
  - 1er et 2e régiments de grenadiers à cheval de la Garde impériale, général de brigade Jean-Baptiste Auguste Jamin, 5 escadrons.
  - 1er et 2e régiments de dragons de l'impératrice, général de division Philippe Antoine d'Ornano, absent remplacé par le général de brigade Louis-Michel Letort de Lorville, blessé mortellement le 15 juin, puis par le colonel Laurent Hoffmayer, 4 escadrons.
  - 3e compagnie du régiment d'artillerie à cheval de la Garde impériale,capitaine Branville, avec 6 pièces.
  - 4e compagnie du régiment d'artillerie à cheval de la Garde impériale,capitaine Barbarin, avec 6 pièces.

#### Artillerie de réserve
- Commandement: général de division Jean-Jacques Desvaux de Saint-Maurice
- Adjoint: général de brigade Marie Cotten de Saint-Yvi
- Effectif: 1 090 hommes pour 38 pièces d'artilleries
  - 1re compagnie du régiment d’artillerie à pied de la Garde impériale, capitaine Marion, avec 8 pièces de 12 livres.
  - 2e compagnie du régiment d’artillerie à pied de la Garde impériale, capitaine Radet, avec 8 pièces de 12 livres.
  - 3e compagnie du régiment d’artillerie à pied de la Garde impériale, capitaine Tessier, avec 8 pièces de 12 livres.
  - 4e compagnie du régiment d’artillerie à pied de la Garde impériale, capitaine Gaubert, avec 8 pièces de 12 livres.
  - Batterie auxiliaire montée : 6 pièces pour 171 hommes